# Exocentrus
Exocentrus is een kevergeslacht uit de familie van de boktorren (Cerambycidae). De wetenschappelijke naam van het geslacht werd voor het eerst geldig gepubliceerd in 1835 door Dejean.

## Soorten
Exocentrus omvat de volgende soorten:
- Exocentrus barbieri Pic, 1951
- Exocentrus venatoides Kusama & Tahira, 1978
- Exocentrus acutispina Fairmaire, 1881
- Exocentrus alboscutellaris Breuning, 1956
- Exocentrus alboseriatipennis Breuning, 1960
- Exocentrus albosignatus Lepesme & Breuning, 1953
- Exocentrus albostictipennis Breuning, 1958
- Exocentrus albostriatus Hintz, 1919
- Exocentrus albosuturalis Breuning, 1961
- Exocentrus angusticollis Fisher, 1925
- Exocentrus apicerufa Breuning, 1976
- Exocentrus armatus Hintz, 1919
- Exocentrus basilanus Breuning, 1956
- Exocentrus basirufus Gressitt, 1940
- Exocentrus bicolor (Pascoe, 1864)
- Exocentrus bifuscomaculatus Breuning & Teocchi, 1976
- Exocentrus binaluensis Breuning, 1956
- Exocentrus birmanus Breuning, 1958
- Exocentrus bremeri (Breuning, 1982)
- Exocentrus callioides (Pascoe, 1864)
- Exocentrus carissae Fisher, 1932
- Exocentrus chatterjeei Fisher, 1940
- Exocentrus ciliatissimus Gressitt, 1956
- Exocentrus clarkeanus Breuning, 1974
- Exocentrus clarkei Breuning, 1974
- Exocentrus coeruleus Breuning, 1958
- Exocentrus constricticollis Gressitt, 1940
- Exocentrus costatus Breuning, 1958
- Exocentrus cyaneus Breuning, 1958
- Exocentrus drescheri Fisher, 1934
- Exocentrus femoralis Hintz, 1919
- Exocentrus flavipennis Breuning, 1960
- Exocentrus flavolineatus Breuning, 1970
- Exocentrus formosofasciolatus Kusama & Tahira, 1978
- Exocentrus fuscosignatipennis Hunt & Breuning, 1957
- Exocentrus fuscovittatus Breuning, 1957
- Exocentrus gabonicola Breuning & Teocchi, 1976
- Exocentrus gambiensis Breuning, 1964
- Exocentrus gedeensis Breuning, 1958
- Exocentrus ghanae Breuning & Teocchi, 1976
- Exocentrus hirtus Fisher, 1925
- Exocentrus inclusus Pascoe, 1859
- Exocentrus insularis (Fisher, 1925)
- Exocentrus javaensis Breuning, 1958
- Exocentrus kalshoveni Fisher, 1934
- Exocentrus latefasciatipennis Breuning, 1958
- Exocentrus lateriflavus Breuning, 1969
- Exocentrus leucosticticus Breuning, 1960
- Exocentrus leucostriatus Breuning, 1956
- Exocentrus luteus Breuning, 1966
- Exocentrus maiae Lepesme & Breuning, 1955
- Exocentrus microspinicollis Breuning, 1963
- Exocentrus miselloides Breuning, 1956
- Exocentrus misellus Lameere, 1893
- Exocentrus multialboguttatus Breuning, 1969
- Exocentrus multivittatus Breuning, 1956
- Exocentrus murinus Breuning, 1956
- Exocentrus nevillei Breuning, 1971
- Exocentrus niger Breuning, 1958
- Exocentrus nigrescens Breuning, 1956
- Exocentrus nigricollis Hintz, 1919
- Exocentrus nigrofasciatipennis Breuning, 1969
- Exocentrus nigrofasciatus Breuning, 1961
- Exocentrus nonymoides Jordan, 1894
- Exocentrus orientalis Breuning, 1955
- Exocentrus pellitus Holzschuh, 1986
- Exocentrus philippinensis Breuning, 1958
- Exocentrus pseudomurinus Breuning, 1958
- Exocentrus pseudonigricollis Breuning, 1960
- Exocentrus pseudonitens Breuning, 1956
- Exocentrus pseudovariepennis Kusama & Tahira, 1978
- Exocentrus rondoni Breuning, 1963
- Exocentrus ruandae Breuning, 1961
- Exocentrus ruficornis Hintz, 1919
- Exocentrus rufolateralis Breuning, 1963
- Exocentrus rufosuturalis Breuning, 1970
- Exocentrus rufulescens Breuning, 1965
- Exocentrus rufuloides Breuning, 1965
- Exocentrus rufus Breuning, 1956
- Exocentrus semiglaber Breuning, 1968
- Exocentrus seriatus Jordan, 1903
- Exocentrus sjoestedti Breuning, 1955
- Exocentrus somalicus Breuning, 1958
- Exocentrus sparsutus Holzschuh, 1986
- Exocentrus strigosus Jordan, 1903
- Exocentrus subglaber Fisher, 1925
- Exocentrus submisellus Breuning, 1958
- Exocentrus submoerens Breuning, 1958
- Exocentrus subseriatus Hunt & Breuning, 1957
- Exocentrus sumatranus Breuning, 1956
- Exocentrus sumatrensis Fisher, 1927
- Exocentrus tamborensis Breuning, 1970
- Exocentrus tenellus Holzschuh, 1984
- Exocentrus triplagiatipennis Breuning, 1968
- Exocentrus tristis (Pascoe, 1864)
- Exocentrus undulatofasciatus Lepesme & Breuning, 1953
- Exocentrus unialbovittatus Breuning, 1969
- Exocentrus vagemaculatus Breuning, 1957
- Exocentrus variegatus Duvivier, 1891
- Exocentrus vittatus Fisher, 1932
- Exocentrus vittulatus Aurivillius, 1927
- Exocentrus x-ornatus Breuning & Teocchi, 1976
- Exocentrus artocarpi Fisher, 1934
- Exocentrus bicoloripennis Breuning, 1957
- Exocentrus centenes Pascoe, 1864
- Exocentrus centenoides Breuning, 1958
- Exocentrus fortifer Holzschuh, 1986
- Exocentrus hispiduloides Breuning, 1957
- Exocentrus hispidulus Pascoe, 1859
- Exocentrus keyanus Breuning, 1965
- Exocentrus mindanaoensis Fisher, 1925
- Exocentrus neopomerianus Breuning, 1957
- Exocentrus seriatopunctatus Aurivillius, 1922
- Exocentrus dentipes Breuning, 1956
- Exocentrus misellomimus Breuning, 1963
- Exocentrus variepennis (Schwarzer, 1925)
- Exocentrus rufinitibialis Breuning, 1970
- Exocentrus echinulus Gahan, 1906
- Exocentrus jeanneli Breuning, 1955
- Exocentrus longipilis (Fairmaire, 1892)
- Exocentrus mirei Lepesme & Breuning, 1955
- Exocentrus nigroplagiatus Breuning, 1956
- Exocentrus pogonocheroides Adlbauer, 1998
- Exocentrus albizziae Fisher, 1932
- Exocentrus alboguttatus Fisher, 1925
- Exocentrus basiruficornis Breuning, 1958
- Exocentrus binogrofasciatus Breuning, 1965
- Exocentrus exocentroides (Thomson, 1864)
- Exocentrus melli Breuning, 1961
- Exocentrus nigripennis Breuning, 1957
- Exocentrus nigromaculatus Breuning, 1960
- Exocentrus octoalbovittatus Hunt & Breuning, 1957
- Exocentrus roonwali Breuning, 1956
- Exocentrus senegalensis Breuning, 1958
- Exocentrus seriatomaculatus Schwarzer, 1925
- Exocentrus sexseriatus Aurivillius, 1908
- Exocentrus timorensis Breuning, 1957
- Exocentrus unicoloripennis Breuning, 1958
- Exocentrus paraflavescens Breuning, 1971
- Exocentrus actinophorae Fisher, 1934
- Exocentrus albolineatus Breuning, 1955
- Exocentrus albomaculipennis Breuning, 1974
- Exocentrus alboscutellatoides Breuning, 1977
- Exocentrus alboscutellatus Breuning, 1961
- Exocentrus alboseriatus Gahan, 1894
- Exocentrus albovittatus Breuning, 1955
- Exocentrus alni Fisher, 1932
- Exocentrus alternans Breuning, 1956
- Exocentrus andamanensis Fisher, 1932
- Exocentrus argenteipennis Breuning, 1957
- Exocentrus asmarensis Breuning, 1958
- Exocentrus assamensis Breuning, 1971
- Exocentrus aureomaculatus Aurivillius, 1915
- Exocentrus aureovittatus Breuning & Teocchi, 1973
- Exocentrus biroi Breuning, 1963
- Exocentrus bloetei Breuning, 1958
- Exocentrus celebicus Breuning, 1956
- Exocentrus ceylanicus Breuning, 1974
- Exocentrus championi Fisher, 1940
- Exocentrus chevaugeoni Lepesme & Breuning, 1955
- Exocentrus collarti Breuning, 1958
- Exocentrus cristoni Breuning, 1972
- Exocentrus cudraniae Fisher, 1932
- Exocentrus dalbergiae Fisher, 1932
- Exocentrus densefuscosticticus Breuning, 1957
- Exocentrus diversiceps Pic, 1931
- Exocentrus fisheri Gressitt, 1935
- Exocentrus flavicornis Breuning, 1960
- Exocentrus flemingiae Fisher, 1932
- Exocentrus fouqueti Pic, 1932
- Exocentrus fumosus Gahan, 1894
- Exocentrus fuscovitticollis Breuning, 1971
- Exocentrus gardneri Fisher, 1932
- Exocentrus ghesquierei Breuning, 1956
- Exocentrus girardi Breuning & Teocchi, 1975
- Exocentrus granulicollis Fisher, 1932
- Exocentrus grewiae Fisher, 1932
- Exocentrus grisescens Jordan, 1894
- Exocentrus holonigra Breuning, 1971
- Exocentrus holorufus Breuning, 1960
- Exocentrus immaculatus Gressitt, 1951
- Exocentrus indicola Fisher, 1932
- Exocentrus ivorensis Breuning, 1956
- Exocentrus jirouxi Teocchi, 1999
- Exocentrus keiichii Tsuyuki, 1999
- Exocentrus kusamai Tsuyuki, 1999
- Exocentrus laosicus Breuning, 1963
- Exocentrus lateralis Gahan, 1906
- Exocentrus laterifuscus Breuning, 1974
- Exocentrus leucotaeniatus Breuning & Teocchi, 1975
- Exocentrus leucovittipennis Breuning, 1969
- Exocentrus mabokensis Breuning & Teocchi, 1976
- Exocentrus maleci Teocchi, Sudre & Jiroux, 2011
- Exocentrus malloti Fisher, 1932
- Exocentrus marginatus Tsherepanov, 1973
- Exocentrus marginicollis Fisher, 1932
- Exocentrus miguelensis Breuning, 1960
- Exocentrus mindoroanus Breuning, 1957
- Exocentrus mindoroensis Breuning, 1957
- Exocentrus monticola Fisher, 1932
- Exocentrus multiguttulatus Pic, 1927
- Exocentrus multilineatus Breuning, 1955
- Exocentrus nigronotatus Pic, 1926
- Exocentrus ochreopunctatus Breuning, 1956
- Exocentrus parassamensis Breuning, 1975
- Exocentrus parcus Holzschuh, 1984
- Exocentrus parinclusus Breuning, 1971
- Exocentrus parterufipennis Breuning, 1956
- Exocentrus pilosicornis Fisher, 1932
- Exocentrus pseudexiguus Breuning, 1956
- Exocentrus pseudolateralis Breuning, 1958
- Exocentrus pubescens Fisher, 1932
- Exocentrus ravillus Holzschuh, 1984
- Exocentrus reticulatus Fairmaire, 1896
- Exocentrus rhodesianus Breuning, 1956
- Exocentrus rufithorax Gressitt, 1935
- Exocentrus rufoapicalis Breuning, 1973
- Exocentrus rufoapicefemoralis Breuning, 1964
- Exocentrus rufobasicornis Breuning, 1957
- Exocentrus rufohumeralis Breuning, 1957
- Exocentrus saleyerianus Breuning, 1957
- Exocentrus santali Fisher, 1933
- Exocentrus sericeus Breuning, 1960
- Exocentrus seticollis Fisher, 1932
- Exocentrus specularis Holzschuh, 1989
- Exocentrus spurcatus Holzschuh, 1984
- Exocentrus strigosoides Breuning, 1965
- Exocentrus subfasciatipennis Breuning, 1958
- Exocentrus subgrisescens Breuning, 1956
- Exocentrus sublateralis Breuning, 1956
- Exocentrus sublateraloides Hunt & Breuning, 1966
- Exocentrus subniger Breuning, 1975
- Exocentrus sumbawanus Breuning, 1957
- Exocentrus tectonae Fisher, 1934
- Exocentrus terminaliae Fisher, 1932
- Exocentrus theresae Pic, 1939
- Exocentrus toekanensis Breuning, 1960
- Exocentrus tonkineus Pic, 1925
- Exocentrus trifasciatus Fisher, 1932
- Exocentrus ussuricus Tsherepanov, 1973
- Exocentrus vaneyeni Breuning, 1956
- Exocentrus vidanii Breuning, 1965
- Exocentrus werneri Teocchi & Sudre, 2002
- Exocentrus zikaweiensis Savio, 1929
- Exocentrus nitens Jordan, 1903
- Exocentrus basituberculatus Pic, 1933
- Exocentrus gilmouri Breuning, 1962
- Exocentrus similis Breuning, 1968
- Exocentrus woodlarkianus Breuning, 1957
- Exocentrus aculeatus Holzschuh, 1995
- Exocentrus adspersus Mulsant, 1846
- Exocentrus aethiopiensis Breuning, 1974
- Exocentrus albomaculatus Pic, 1928
- Exocentrus albomaculicollis Breuning, 1968
- Exocentrus albomaculipennis Breuning, 1960
- Exocentrus albovarius Fisher, 1925
- Exocentrus aureopilosus Breuning, 1955
- Exocentrus badius Fisher, 1925
- Exocentrus balachowskyi Breuning & Teocchi, 1976
- Exocentrus bauhiniae Fisher, 1934
- Exocentrus becvari Holzschuh, 1999
- Exocentrus beesoni Fisher, 1933
- Exocentrus beijingensis Chen, 1993
- Exocentrus bellus Holzschuh, 2007
- Exocentrus bialbomarmoratus Breuning, 1956
- Exocentrus bialbovittatus Hunt & Breuning, 1957
- Exocentrus blanditus Holzschuh, 2010
- Exocentrus brevisetosus Gressitt, 1938
- Exocentrus brunnescens Holzschuh, 1995
- Exocentrus businskae Holzschuh, 2007
- Exocentrus conjugatofasciatus Tsherepanov, 1973
- Exocentrus coronatus Holzschuh, 2007
- Exocentrus dalbergianus Gressitt, 1951
- Exocentrus decellei Breuning, 1956
- Exocentrus decellianus Breuning, 1968
- Exocentrus demangei Breuning, 1962
- Exocentrus diminutus Holzschuh, 2007
- Exocentrus downingi Fisher, 1932
- Exocentrus echimys Pascoe, 1864
- Exocentrus emineus Holzschuh, 2010
- Exocentrus enganensis Breuning, 1957
- Exocentrus erineus Pascoe, 1863
- Exocentrus euchromus Holzschuh, 2007
- Exocentrus explanatidens Pic, 1930
- Exocentrus fasciolatus Bates, 1873
- Exocentrus fastigatus Holzschuh, 2007
- Exocentrus ficicola Fisher, 1932
- Exocentrus freyi Breuning, 1955
- Exocentrus fulvobrunneus Kusama & Tahira, 1978
- Exocentrus fuscatulus Holzschuh, 1995
- Exocentrus fuscomarmoratus Breuning, 1970
- Exocentrus galloisi Matsushita, 1933
- Exocentrus guttulatus Bates, 1873
- Exocentrus hageni Breuning, 1958
- Exocentrus hallei Lepesme & Breuning, 1955
- Exocentrus hayashii Samuelson, 1965
- Exocentrus hupehensis Gressitt, 1951
- Exocentrus imitor Holzschuh, 2007
- Exocentrus insulicola Breuning, 1958
- Exocentrus interruptefasciatus Hunt & Breuning, 1957
- Exocentrus irroratus Breuning & Teocchi, 1976
- Exocentrus josephi Duvivier, 1890
- Exocentrus kentingensis Kusama & Tahira, 1978
- Exocentrus klapperichi Breuning, 1957
- Exocentrus kleebergi Holzschuh, 2003
- Exocentrus kucerai Holzschuh, 1999
- Exocentrus lachrymosus Pascoe, 1864
- Exocentrus lacteolus Distant, 1906
- Exocentrus laosensis Breuning, 1962
- Exocentrus lerouxi Teocchi & Sudre, 2002
- Exocentrus lineatus Bates, 1873
- Exocentrus longipennis Holzschuh, 1999
- Exocentrus lusitanus (Linnaeus, 1767)
- Exocentrus m-fuscus Breuning, 1956
- Exocentrus m-signatus Pic, 1933
- Exocentrus macretus Holzschuh, 2007
- Exocentrus madecassus Fairmaire, 1880
- Exocentrus malickyi Holzschuh, 2007
- Exocentrus marui Makihara, 1986
- Exocentrus massarti Breuning, 1956
- Exocentrus mehli Holzschuh, 1986
- Exocentrus moerens Pascoe, 1864
- Exocentrus montilineatus Kusama & Tahira, 1977
- Exocentrus morulus Holzschuh, 1995
- Exocentrus nakanei Makihara, 1986
- Exocentrus nanshanensis Kusama & Tahira, 1978
- Exocentrus nobuoi Breuning & Ohbayashi, 1964
- Exocentrus occidentalis Breuning, 1957
- Exocentrus ocelliger Holzschuh, 2010
- Exocentrus ochreoscutellatus Breuning, 1974
- Exocentrus ochreovitticollis Breuning, 1957
- Exocentrus parasubfasciatus Breuning & Teocchi, 1975
- Exocentrus parrotiae Fisher, 1932
- Exocentrus pelidnus Holzschuh, 1995
- Exocentrus philippinus Fisher, 1925
- Exocentrus plagiatus Hintz, 1919
- Exocentrus politus Holzschuh, 1995
- Exocentrus procerulus Holzschuh, 1984
- Exocentrus pseudandamanensis Breuning, 1957
- Exocentrus pseudopunctipennis Holzschuh, 1979
- Exocentrus punctipennis Mulsant & Guillebeau, 1856
- Exocentrus raffrayi Breuning, 1956
- Exocentrus respersus Holzschuh, 1995
- Exocentrus ritae Sama, 1985
- Exocentrus roridus Holzschuh, 2010
- Exocentrus ruber Breuning & Heyrovsky, 1961
- Exocentrus ruficollis Lameere, 1892
- Exocentrus satoi Ohbayashi, 1961
- Exocentrus savioi Pic, 1925
- Exocentrus scabridus Holzschuh, 2007
- Exocentrus spineus Holzschuh, 2007
- Exocentrus stierlini Ganglbauer, 1883
- Exocentrus subbicolor Breuning, 1958
- Exocentrus subbidentatus Gressitt, 1937
- Exocentrus sublineatus Breuning, 1957
- Exocentrus subplagiatus Breuning, 1956
- Exocentrus subsolanus (Wang, 2003)
- Exocentrus subunicolor Breuning, 1964
- Exocentrus sudanicus Aurivillius, 1927
- Exocentrus superstes Holzschuh, 1995
- Exocentrus suturalis Pic, 1926
- Exocentrus takakuwai Makihara, 1982
- Exocentrus taniguchii Makihara, 1986
- Exocentrus tantillus Holzschuh, 2007
- Exocentrus tarsalis Holzschuh, 1995
- Exocentrus tessellatus Perroud, 1855
- Exocentrus testudineus Matsushita, 1931
- Exocentrus transversifrons Fisher, 1940
- Exocentrus tricolor Holzschuh, 1995
- Exocentrus trifasciellus Gressitt, 1940
- Exocentrus trinigrovittatus Breuning, 1957
- Exocentrus tsushimanus Hayashi, 1968
- Exocentrus ulmicola Holzschuh, 2007
- Exocentrus validus Holzschuh, 1999
- Exocentrus variabilis Holzschuh, 2007
- Exocentrus vetustus Holzschuh, 2007
- Exocentrus vicinalis Holzschuh, 1995
- Exocentrus zonatus Holzschuh, 2007